# Paralebbeus
Paralebbeus is een geslacht van kreeftachtigen uit de klasse van de Malacostraca (hogere kreeftachtigen).

## Soorten
- Paralebbeus mollis Komai, 2013
- Paralebbeus zotheculatus Bruce & Chace, 1986
- Paralebbeus zygius Chace, 1997